# Renversement de l'aimantation induite par un courant
L'effet CIMS (abréviation de current-induced magnetization switching), traduisible en français par renversement de l'aimantation induite par un courant, a été prédit presque simultanément par Slonczewski et Berger en 1996.

## Découverte expérimentale
Vers l'an 2000, l'effet fut découvert expérimentalement par différentes équipes scientifiques à travers le monde, et cela dans différentes configurations de structures nanométriques :
- à Grenoble par l'équipe de Tsoi, Wider et al.[3] dans des structures sandwich de Co/Cu/Co ;
- à Cornell par l'équipe de Ralph, Buhrman et al.[4] dans des structures sandwich de Co/Cu/Co ;
- à l'EPFL par l'équipe d'Ansermet, Wegrowe et al.[5] dans des nanofils de Ni ;
- à Paris par l'équipe de Fert et al.[6] dans des structures sandwich de Co/Cu/Co ;
- à IBM Yorktown par Sun et al.[7] dans des jonctions tricouches de Mn ;
- à MSU par Bass, Pratt et al..[réf. nécessaire]

## Explication de l'effet
La théorie de cet effet a été développée sur la base d'une structure dite en vanne de spin en configuration CPP. La conservation du moment cinétique (Slonczewski) ou le couple entre le champ d'échange du ferromagnétique et les moments magnétiques des électrons de conduction (Berger) vont avoir pour effet d'exercer un couple sur l'aimantation de la couche ferromagnétique libre. Ce couple, introduit dans l'équation de Landau-Lifschitz-Gilbert, permet alors de décrire la dynamique de l'aimantation sous l'influence d'un courant polarisé en spin.